# Cristiano Ronaldo: The World at His Feet
Cristiano Ronaldo: The World at His Feet là một bộ phim tài liệu Tây Ban Nha năm 2014 của đạo diễn Tara Pirnia, kể về cuộc đời và sự nghiệp của cầu thủ bóng đá người Bồ Đào Nha Cristiano Ronaldo, người đang chơi cho câu lạc bộ Tây Ban Nha Real Madrid vào thời điểm bộ phim tài liệu được phát hành.
Phim tài liệu được thuyết minh bởi diễn viên Benedict Cumberbatch.